# 哈拉尔·斯梅德维克
哈拉尔·斯梅德维克（挪威語：Harald Smedvik，1888年3月28日—1956年8月5日），挪威男子体操运动员。他曾获得1908年夏季奥运会体操比赛男子团体全能银牌。他于1956年在奥斯陆去世。